# Sachlicher Bericht über das Glück, ein Morphinist zu sein
Sachlicher Bericht über das Glück, ein Morphinist zu sein ist eine Sammlung von Kurzgeschichten des deutschen Schriftstellers Hans Fallada, die unter diesem Titel erstmals posthum im Jahr 2005 herausgegeben wurde. Das Buch besteht aus acht, zum Teil stark autobiografischen Einzelgeschichten sowie einem interpretatorischen Anhang des Herausgebers Günter Caspar. Caspar veröffentlichte die sämtlich aus dem Nachlass Falladas stammenden Textstücke bereits im Jahr 1997 im Aufbau Verlag unter dem Titel Drei Jahre kein Mensch. Erlebtes, Erfahrenes, Erfundenes. Beide Geschichten, der titelgebende Sachliche Bericht und Drei Jahre kein Mensch, sind in der späteren Fassung enthalten. Auch die Reihenfolge der acht Texte ist identisch. Sie befassen sich vornehmlich mit den Themen Sucht und Familie.

## Allgemeines
Die aus dem Nachlass Falladas zusammengestellten Texte haben keinerlei inhaltlichen Zusammenhang. Unter diesen selbstständigen Geschichten tragen der Sachliche Bericht und Drei Jahre kein Mensch die deutlichsten autobiografischen Züge. Ersterer thematisiert Hans Falladas frühe Phase der Morphin-Sucht, Zweiterer Alkoholismus und Gefängnisstrafen.
Der Text Unterprima Totleben ist ein Fragment eines von Fallada geplanten Romans über eine Schülergruppe am Vorabend des Ersten Weltkrieges, der jedoch nicht beendet wurde. Das Fragment bricht mitten im Satz ab. Die übrigen fünf Texte entstammen einem Manuskript, das Fallada während einer Inhaftierung 1944 schrieb. Zu diesem Manuskript gehört auch der vollständige Roman Der Trinker.

## Inhalt
- Sachlicher Bericht über das Glück, ein Morphinist zu sein
- Drei Jahre kein Mensch
- Unterprima Totleben
- Der kleine Jü-Jü und der große Jü-Jü
- Die Geschichte von der großen und von der kleinen Mücke
- Der Kindernarr
- Swenda, ein Traumtorso oder Meine Sorgen
- Ich suche den Vater